# Прапор Великих Бірок
Прапор Великих Бірок — офіційний символ смт Великі Бірки. Затверджений 20 березня 1996 р. рішенням N80 VIII сесії Великобірківської селищної ради (XXII) другого скликання. Автор проекту прапора  — А. Гречило.

## Опис прапора
Прапор — квадратне полотнище, яке складається з трьох рівновеликих вертикальних смуг — зеленої, жовтої та зеленої, на зелених смугах — по три білі стилізовані соснові гілочки.

## Використання
Прапор Великих Бірок використовується місцевими спортивними командами, окремими спортсменами, творчими колективами під час спортивних змагань, турнірів, конкурсів, оглядів, концертів, тощо. 18 вересня 2012 житель Великих Бірок, кандидат в майстри спорту з спортивного туризму, Михайло Ла́ган розгорнув полотнище прапора на вершині 5-ти тисячника горі Казбек, 22 липня 2017 Тарас Серба на шпилі гори Монблан.